# منتخب الإكوادور لكرة الطائرة للرجال
منتخب الإكوادور الوطني لكرة الطائرة للرجال هو ممثل الإكوادور الرسمي في المنافسات الدولية في كرة طائرة في فئة كرة الطائرة للرجال.